# Vingåkersdansen

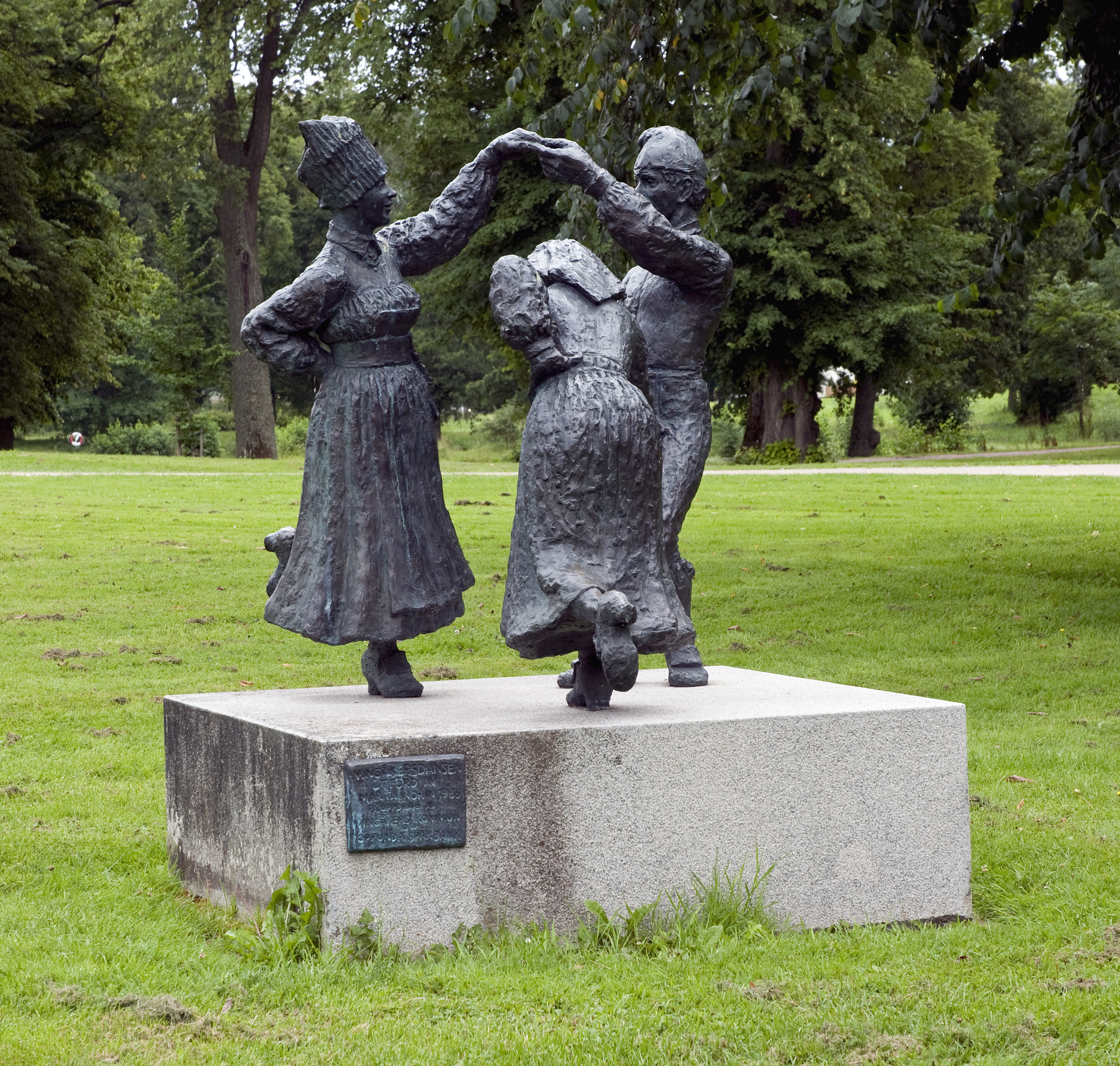
Vingåkersdansen. Skulptur av Marita Norin, 1988.

Vingåkersdansen är en svensk folkdans för en kavaljer och två damer. Dessa benämns vänsterdam och högerdam. Dansen skapades 1843 av balettmästeren Anders Selinder, går i 3/4-dels takt och är tämligen komplicerad med elva turer. I parken intill Säfstaholms slott i Vingåker finns en skulpturgrupp, som åskådliggör en av turerna. Sedan år 1900 ingår dansen i standardrepertoaren hos flertalet folkdanslag i Sverige.
Damerna är rivaler, som tävlar om kavaljerens gunst. Damerna gör upprepade grimaser gentemot varandra. Kavaljeren bemödar sig om att behandla damerna lika, utan att favorisera den ena framför den andra. 
TUR 3: Vänsterdam och kavaljer dansar dalsteg på stället och bildar port, vilken högerdam med dalsteg kryper igenom följd av kavaljer . . .